# Герб комуни Сведала
Герб комуни Сведала (швед. Svedala kommunvapen) — символ шведської адміністративно-територіальної одиниці місцевого самоврядування комуни Сведала.

## Історія
Герб з кленовим листком і шестернею було розроблено для торговельного містечка (чепінга) Сведала. Отримав королівське затвердження 1960 року.    
Після адміністративно-територіальної реформи, проведеної в Швеції на початку 1970-х років, муніципальні герби стали використовуватися лишень комунами. Цей герб був 1971 року перебраний для нової комуни Сведала.
Однак 1977 року герб вирішили змінити, вилучивши шестерню й подавши три кленові листки в червоному полі. Герб комуни офіційно зареєстровано 1987 року.

## Опис (блазон)
У червоному полі три золоті кленові листки, два над одним.

## Зміст
Кленові листки уособлюють місцеву природу.      